# Wilhelm Droste (Politiker, 1960)

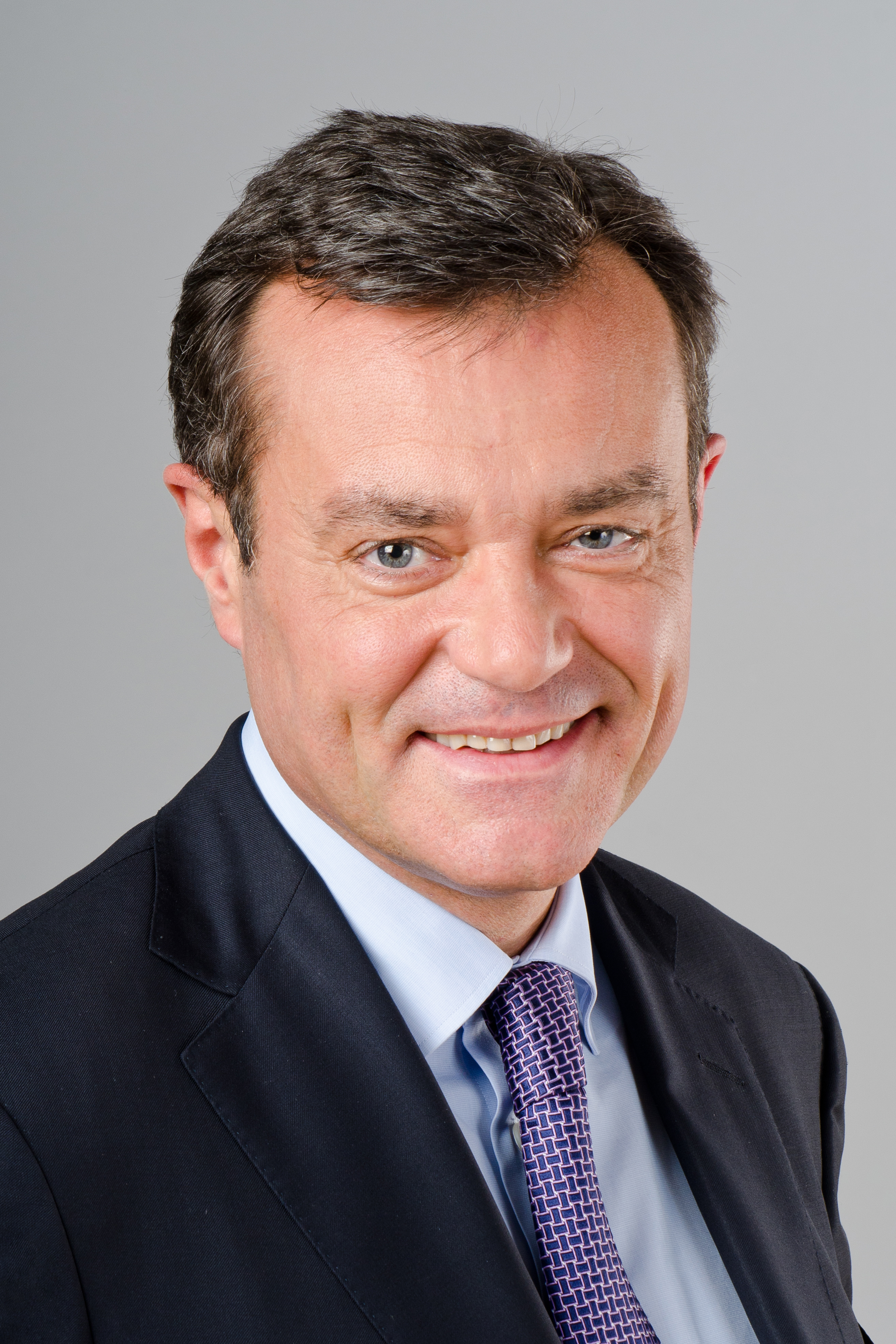
Wilhelm Droste (2013)

Wilhelm Droste (* 3. Dezember 1960 in Düsseldorf-Kaiserswerth) ist ein deutscher Politiker (CDU) und gehörte von 1995 bis 2016 dem Landtag von Nordrhein-Westfalen an.

## Leben und Beruf
Droste ist der älteste Sohn des gleichnamigen CDU-Politikers und ehemaligen nordrhein-westfälischen Landtagsabgeordneten für Ratingen und Heiligenhaus (1970–1985). Kindheit und Jugend verbrachte er in Ratingen-Hösel, seine Mittlere Reife (1977) und sein Abitur (1980) erhielt er in Ratingen-Lintorf. Sein Studium der Rechtswissenschaften an der Rheinischen Friedrich-Wilhelms-Universität in Bonn schloss er 1990 mit dem Zweiten Staatsexamen ab. 1990 bis 1992 absolvierte er ein Traineeprogramm bei der Dresdner Bank AG in Halle an der Saale und Düsseldorf. Von 1992 bis 1993 war er Rechtsanwalt in Düsseldorf. Im November 1993 wurde er zum Notarassessor berufen, im Mai 1998 zum Notar ernannt. 1999 promovierte er zum Dr. iur. Er arbeitet in Düsseldorf als Notar.

## Partei
Droste trat 1978 der CDU bei, war 1978 bis 1992 Vorsitzender der Jungen Union in Ratingen-Hösel und 1989 bis 1994 Vorsitzender der CDU Hösel. Er wurde 1989 Mitglied im Kreistag des Kreises Mettmann, war 1992 bis 1995 Beisitzer im Vorstand des CDU-Stadtverbands Ratingen. Von Januar 1996 bis zum 4. November 2010 war er Vorsitzender des CDU-Kreisverbands Mettmann und 2003 bis 2011 stellvertretender Vorsitzender des Bezirksverbands Bergisches Land der CDU.

## Abgeordneter
Seit dem 1. Juni 1995 war er Abgeordneter im Landtag von Nordrhein-Westfalen, gewählt 1995, 2000 und 2012 über die CDU-Landesliste. Im Jahr 2000 erhielt er 37,5 Prozent, 2005 48,0 Prozent, 2010 44,6 Prozent und 2012 37,3 Prozent der Erststimmen im Wahlkreis Mettmann III für die Städte Heiligenhaus und Ratingen. Er war von Mai 2005 bis Juni 2006 Sprecher der CDU-Fraktion im Landtags-Ausschuss für Wirtschaft, Mittelstand und Energie, wurde am 26. Juni 2006 zum Justiziar der CDU-Landtagsfraktion gewählt und damit Mitglied im geschäftsführenden Fraktionsvorstand.
Bei den Arbeitskreisen der CDU-Landtagsfraktion ist Droste ordentliches Mitglied im Arbeitskreis Wirtschaft, Mittelstand und Energie, sowie stellvertretendes Mitglied in den Arbeitskreisen Recht, Inneres, und Haushalt und Finanzen.
Zum Ende des Jahres 2016 gab er sein Landtagsmandat auf.